# Thyroderus kiwuensis
Thyroderus kiwuensis is een keversoort uit de familie dwerghoutkevers (Cerylonidae). De wetenschappelijke naam van de soort werd in 1977 gepubliceerd door Roger Dajoz.